# ニコラス・ゴロシート
ニコラス・エセキエル・ゴロシート（Nicolás Ezequiel Gorosito、1988年8月7日 - ）は、アルゼンチン・サンタフェ出身のサッカー選手。FCスパルタク・トルナヴァ所属。ポジションはDF。

## クラブ経歴
2007年、アルゼンチンのCSベン・ウルでプロデビューを果たし、2010年にインデペンディエンテ・デ・タンディル、同年7月にスポルティーボ・ベルグラーノへ移籍した。
2016年6月14日、フォルトゥナ・リーガのŠKスロヴァン・ブラチスラヴァを経て、ヘタフェCFに加入し、1年契約を交わした。2016-17シーズン、ヘタフェがラ・リーガに昇格したことで、ゴロシートはクラブと契約を1年間延長した。
2018年1月31日、セグンダ・ディビシオンのアルバセテ・バロンピエに移籍して1年半契約を結んだ。
2021年7月25日、ADアルコルコンと単年契約した。